# 亚沃维·阿博伊博
亚沃维·马吉·阿博伊博（法語：Yawovi Madji Agboyibo，1943年12月31日—2020年5月30日），多哥政治家，振兴行动委员会（Comité d'Action pour la Renouveau）主席。他在2006年9月16日被委任为总理，20日正式就任。
2007年11月13日阿博伊博向总统福雷·纳辛贝请辞并获接纳。
2020年5月30日，阿博伊博因病在法国去世，享年76岁。